# Кабинет Риши Сунака
Кабинет Риши Сунака (англ. Sunak ministry) — 101-е правительство Великобритании, действующее с 25 октября 2022 года  по 5 июля 2024 года под председательством Риши Сунака.

## Формирование кабинета
25 октября 2022 года Риши Сунак встретился с королём Карлом III и вступил в должность премьер-министра Великобритании, после отставки Лиз Трасс и последующих выборов главы Консервативной партии.
Было объявлено, что Джереми Хант останется на посту канцлера казначейства, после того, как Квази Квартенг был уволен 14 октября. Доминик Рааб также был вновь назначен заместителем премьер-министра и министром юстиции, на эту должность он был назначен во время правления Бориса Джонсона. Джеймс Клеверли остался на посту министра иностранных дел, а Суэлла Браверман вернулась на пост министра внутренних дел, с которого она ранее ушла в отставку во время работы в кабинете Лиз Трасс. Бен Уоллес остался на посту министра обороны, а Грант Шэппс был понижен до министра по делам бизнеса, энергетики и промышленного развития.
Сунак утверждал, что подобные назначения в правительстве отражают принцип «единой партии».

## История

### Первая неделя
26 октября Риши Сунак прокомментировал[как?] назначение Суэллы Браверман министром внутренних дел, которая до этого покинула кабинет Лиз Трасс, из-за нарушений безопасности. В тот же день провел свое первое заседание кабинета министров и ответил на первые вопросы.
27 октября Сунак объявил, что не будет присутствовать на климатическом саммите ООН в Египте.
После первых 100 дней пребывания Риши Сунака на посту премьер-министра Великобритании, ВВC пришло к выводу, что Великобритания укрепилась в статусе «больного человека». В стране случилась крупнейшая за десять лет забастовка: сотни тысяч учителей, врачей, пожарных, юристов протестовали против рекордной инфляции, дорогой жизни, кризиса в социальной сфере и здравоохранении. BBC отметило, что 2023 год по экономическим прогнозам МВФ в Британии будет хуже чем в России. По мнению издания, Сунак выбрал для решения более простые задачи, вместо тех, решение которых действительно могло бы изменить ситуацию к лучшему: брексит, забастовки, коррупция и скандалы в правительстве и парламенте, текущий острый экономический кризис, давние хронические болезни экономики.
Как сообщает издание, Риши Сунак винит в проблемах страны российского президента Владимира Путина. В ответ на замечания оппозиции, действующий премьер заявил в парламенте, что жизнь в Великобритании дорожает из-за нападения России на Украину.
Главное обещание Сунака, восстановить доверие к правительству и прекратить скандалы в нем, осталось невыполненным. Глава МВД Суэлла Браверман в центре внимания СМИ из-за антимиимигрантской ритории; против его заместителя и министра юстиции Доминика Раба ведется расследование по многочисленным обвинениям в буллинге; председатель Консервативной партии Надим Захави попал под обвинение в недоплате налогов.
Большинство британцев считают Сунака проигравшим в споре в профсоюзами и поддерживает забастовку медсестер.

## Состав правительства
| Должность | Имя                                | Партия         | Портрет                        | Примечания                          |
| --- | ---------------------------------- | -------------- | ------------------------------ | ----------------------------------- |
| Премьер-министр, первый лорд казначейства, министр по делам государственной службы, министр по делам Союза      | достопочтенный Риши Сунак          | Консервативная |                                | С 25 октября 2022                   |
| Заместитель премьер-министра                                                                                    | достопочтенный Доминик Рааб        | Консервативная |                                | С 25 октября 2022 по 21 апреля 2023 |
| Заместитель премьер-министра                                                                                    | достопочтенный Оливер Доуден       | Консервативная |                                | С 21 апреля 2023                    |
| Канцлер казначейства, второй лорд казначейства                                                                  | достопочтенный Джереми Хант        | Консервативная |                                | С 25 октября 2022                   |
| Министр иностранных дел и международного развития                                                               | достопочтенный Джеймс Клеверли     | Консервативная |                                | С 25 октября 2022 по 13 ноября 2023 |
| Министр иностранных дел и международного развития                                                               | достопочтенный барон Дэвид Кэмерон | Консервативная |                                | С 13 ноября 2023                    |
| Министр внутренних дел                                                                                          | достопочтенная Суэлла Браверман    | Консервативная |                                | С 25 октября 2022 по 13 ноября 2023 |
| Министр внутренних дел                                                                                          | достопочтенный Джеймс Клеверли     | Консервативная |                                | С 13 ноября 2023                    |
| Министр обороны                                                                                                 | достопочтенный Бен Уоллес          | Консервативная |                                | С 24 июля 2019 по 31 августа 2023   |
| Министр обороны                                                                                                 | достопочтенный Грант Шэппс         | Консервативная |                                | С 31 августа 2023                   |
| Министр юстиции, лорд-канцлер                                                                                   | достопочтенный Доминик Рааб        | Консервативная |                                | С 25 октября 2022 по 21 апреля 2023 |
| Министр юстиции, лорд-канцлер                                                                                   | достопочтенный Алекс Чок           | Консервативная |                                | С 21 апреля 2023                    |
| Министр здравоохранения и социального обеспечения                                                               | достопочтенный Стивен Баркли       | Консервативная |                                | С 25 октября 2022 по 13 ноября 2023 |
| Министр здравоохранения и социального обеспечения                                                               | достопочтенная Виктория Аткинс     | Консервативная |                                | С 13 ноября 2023                    |
| Канцлер герцогства Ланкастерского                                                                               | достопочтенный Оливер Доуден       | Консервативная |                                | С 25 октября 2022                   |
| Лидер палаты общин, Лорд-председатель Совета                                                                    | достопочтенная Пенни Мордонт       | Консервативная |                                | С 25 октября 2022                   |
| Лидер палаты лордов, Лорд-хранитель Малой печати                                                                | достопочтенный барон Николас Тру   | Консервативная |                                | С 25 октября 2022                   |
| Министр без портфеля, председатель Консервативной партии                                                        | достопочтенный Назим Захави        | Консервативная |                                | С 25 октября 2022 по 29 января 2023 |
| Министр без портфеля, председатель Консервативной партии                                                        | достопочтенный Грег Хэндс          | Консервативная |                                | С 7 февраля 2023 по 13 ноября 2023  |
| Министр без портфеля, председатель Консервативной партии                                                        | достопочтенный Ричард Холден       | Консервативная |                                | С 13 ноября 2023                    |
| Министр по делам бизнеса, энергетики и промышленного развития                                                   | достопочтенный Грант Шэппс         | Консервативная |                                | С 25 октября 2022 по 7 февраля 2023 |
| Министр энергетической безопасности и углеродной нейтральности                                                  | достопочтенный Грант Шэппс         | Консервативная | С 7 февраля по 31 августа 2023 |                                     |
| Министр энергетической безопасности и углеродной нейтральности                                                  | достопочтенная Клэр Коутиньо       | Консервативная |                                | С 31 августа 2023                   |
| Министр жилищно-коммунального хозяйства и местного самоуправления, министр межправительственных отношений       | достопочтенный Майкл Гоув          | Консервативная |                                | С 25 октября 2022                   |
| Министр внешней торговли Великобритании Председатель Торгового совета, министр по делам равенства               | достопочтенная Кеми Баденок        | Консервативная |                                | С 25 октября 2022 по 7 февраля 2023 |
| Министр предпринимательства и торговли Великобритании Председатель Торгового совета, министр по делам равенства | достопочтенная Кеми Баденок        | Консервативная | С 7 февраля 2023               |                                     |
| Министр труда и пенсий                                                                                          | достопочтенный Мел Страйд          | Консервативная |                                | С 25 октября 2022                   |
| Министр образования                                                                                             | достопочтенная Джиллиан Киган      | Консервативная |                                | С 25 октября 2022                   |
| Министр по делам окружающей среды, продовольствия и сельского хозяйства                                         | достопочтенная Тереза Коффи        | Консервативная |                                | С 25 октября 2022 по 13 ноября 2023 |
| Министр по делам окружающей среды, продовольствия и сельского хозяйства                                         | достопочтенный Стивен Баркли       | Консервативная |                                | С 13 ноября 2023                    |
| Министр транспорта                                                                                              | достопочтенный Марк Харпер         | Консервативная |                                | С 25 октября 2022                   |
| Министр по вопросам цифровых технологий, культуры, средств массовой информации и спорта                         | достопочтенная Мишель Доунлан      | Консервативная |                                | С 25 октября 2022 по 7 февраля 2023 |
| Министр науки, инноваций и технологии                                                                           | достопочтенная Мишель Доунлан      | Консервативная | С 7 февраля 2023               |                                     |
| Министр культуры, средств массовой информации и спорта                                                          | достопочтенная Люси Фрейзер        | Консервативная |                                | С 7 февраля 2023                    |
| Министр по делам Северной Ирландии                                                                              | достопочтенный Крис Хитон-Харрис   | Консервативная |                                | С 25 октября 2022                   |
| Министр по делам Шотландии                                                                                      | достопочтенный Алистер Джек        | Консервативная |                                | С 25 октября 2022                   |
| Министр по делам Уэльса                                                                                         | достопочтенный Дэвид Дэвис         | Консервативная |                                | С 25 октября 2022                   |
| Также имеют право участвовать в заседаниях Кабинета                                                             |                                    |                |                                |                                     |
| Парламентский секретарь Казначейства, Главный парламентский организатор                                         | достопочтенный Саймон Харт         | Консервативная |                                | С 25 октября 2022                   |
| Главный секретарь Казначейства                                                                                  | достопочтенный Джон Глен           | Консервативная |                                | С 25 октября 2022 по 13 ноября 2023 |
| Главный секретарь Казначейства                                                                                  | достопочтенная Лора Тротт          | Консервативная |                                | С 13 ноября 2023                    |
| Генеральный атторней Англии и Уэльса                                                                            | достопочтенная Виктория Прентис    | Консервативная |                                | С 25 октября 2022                   |
| Министр канцелярии кабинета, Генеральный казначей                                                               | достопочтенный Джереми Куин        | Консервативная |                                | С 25 октября 2022 до 13 ноября 2023 |
| Министр канцелярии кабинета, Генеральный казначей                                                               | достопочтенный Джон Глен           | Консервативная |                                | С 13 ноября 2023                    |
| Государственный министр по делам ветеранов (Министерство обороны)                                               | достопочтенный Джонни Мерсер       | Консервативная |                                | С 25 октября 2022                   |
| Государственный министр по вопросам международного развития (Форин-офис)                                        | достопочтенный Эндрю Митчелл       | Консервативная |                                | С 25 октября 2022                   |
| Государственный министр по вопросам безопасности (Хоум-офис)                                                    | достопочтенный Том Тугендхат       | Консервативная |                                | С 25 октября 2022                   |
| Государственный министр по вопросам иммиграции                                                                  | достопочтенный Роберт Дженрик      | Консервативная |                                | С 25 октября 2022 по 6 декабря 2023 |
| Государственный министр по противодействию нелегальной миграции                                                 | достопочтенный Майкл Томлинсон     | Консервативная |                                | С 7 декабря 2023                    |
| Государственный министр без портфеля                                                                            | достопочтенный сэр Гэвин Уильямсон | Консервативная |                                | С 25 октября по 8 ноября 2022       |
| Государственный министр без портфеля                                                                            | достопочтенная Эстер Макви         | Консервативная |                                | С 13 ноября 2023                    |